# Чорновол Ігор Павлович
Ігор Павлович Чорновол (нар. 1 травня 1966, с. Радівці, Деражнянський район, Хмельницька область) — український львівський історик, професор-гість Інституту українських студій Гарвардського університету (2004), Інституту Гаррімана Колумбійського університету (2007—2008), доктор історичних наук (2016), керівник Центру регіональної історії Галичини Інституту українознавства імені І. Крип'якевича НАН України, фахівець у галузі глобальної історії XIX століття, компаративних фронтирів, польсько-українських відносин XIX століття, регіональної історії Галичини, номінант конкурсу «Книга року» Львівського форуму видавців за книгу «100 видатних львів'ян» (2009), автор більше 400 наукових праць (монографії, наукові статті, публікації джерел, рецензії, науково-популярні есе, здебільшого для рубрик «Львівської газети» «Люди Львова 2004—2008, і „Galicia incognita“, 2012—2014) українською, польською, англійською, білоруською та російською мовами.

## Життєпис
Народився у сім'ї педагогів. У 1968—1975 роках мешкав у Буську, куди скерували на роботу до місцевої школи-інтернату його батьків. Навчався у Буській середній школі № 2. У 1975 році переїхав до Львова. Закінчив історичний факультет Львівського державного університету імені І. Франка (1990) та аспірантуру при відділі історії Інституту українознавства (1994). Працював старшим лаборантом кафедри історії України Львівського політехнічного інституту (1990-91). З 1991 року на роботі в Інституті українознавства імені І. Крип'якевича, старший науковий співробітник, керівник Центру регіональної історії Галичини.

### Монографії та книги
1. Польсько-українська угода 1890—1894 рр. — Львів, 2000. — 247 с.
  1. [Рецензія]: Leonid Zaszkilniak. Ігор Чорновол. Польсько-українська угода 1890—1894 рр. Lwów 2000 // Biuletyn ukrainoznawczy Południowo-Wschodniego Instytutu Naukowego w Przemyślu. — N6. — Przemyśl, 2000. — S. 232—234.
  2. [Рецензія] Ігоря Гирича // Україна модерна. — № 7. — Київ — Львів, 2002. — С. 220—225.
2. Українська фракція Галицького крайового сейму. 1861—1901. Нарис з історії українського парламентаризму. — Львів, 2002. — 288 с.
  1. [Рецензія] Андрія Козицького // Вісник Львівського університету. — Серія історична. — Вип.38. Львів, 2003. — С. 763—766.
3. 100 видатних львів'ян. — Львів: Тріада-плюс, 2009. — 448 с.
  1. [Рецензія] Леонід Зашкільняк. Не тільки Львів // Суботня пошта, 5 вересня 2009.
4. 199 депутатів Галицького сейму. — Львів, 2010. — 224 с.
5. Климентина Авдикович. Перша українська фабрика цукерків „Фортуна нова“. Упорядкування і передмова І.Чорновол. — Львів: Тріада-плюс, 2010. — 47 с.
6. Компаративні фронтири: світовий і вітчизняний вимір. — Київ: Критика, 2015. — 374 + 2 ст.
  1. [Рецензія] Грибовський В. Межа межі. Нотатки на полях книги Ігоря Чорновола „Компаративні фронтири: світовий і вітчизняний вимір“ (К.: Критика, 2015. — 376 с.) // Historians.in.ua — 29.07.2016.
  2. Чорновол І. Межі порубіжжя: пограниччя проблем (відповідь Владиславові Грибовському) // Historians.in.ua — 2.08.2016.
7. Нариси з історії Галичини. — Львів, 2017. — 432 с.
8. Українська фракція Галицького крайового сейму. — Львів, 2018. — 370 с.

### Статті
- „Wild West“ and „Wild Fields“: Ukraine in the Light of Frederick Jackson Turner's Frontier Thesis». The text of the public lecture given in Columbia University, Harriman Institute on February 15, 2008 and Shevchenko Scientific Society, March 15, 2008 [Електронний ресурс: Shevchenko Scientific Society in USA]. — Режим доступу: http://www.shevchenko.org/users/shevchenko-cgi/webdata_news.cgi?fid=1205945129&query=pagenum%3D1%26cgifunction%3DSearch&cgifunction=form%5Bнедоступне+посилання+з+серпня+2019%5D
- З історії історичної науки в США: історіографія Латинської Америки і «теза Болтона» // Історіографічні дослідження в Україні. — Вип. 19. — Київ, 2008. — С. 132—157.
- Теорія компаративних фронтирів // Регіональна історія України. — Вип.3. — Київ, 2009. — С. 41—66.
- ЗУНР, Ісайя Бовмен та теорія фронтиру // Україна: культурна спадщина, національна свідомість, державність. Вип.18: Західно-Українська народна республіка: до 90-річчя утворення. — Львів, 2009. — С. 618—625.
- Історіографія Австралії у світлі тези Тернера // Регіональна історія України. — Вип.4. — Київ, 2010. — С. 239—248.
- Образ Америки у виданнях «Просвіти» // Україна: культурна спадщина, національна свідомість, державність. Т. 19: «Просвіта» — оберіг незалежності та соборності України. — Львів, 2010. — С. 251—254.
- Пам'ять, живі та мертві. Голокост у Болехові: пошук шести з шести мільйонів [Рецензія: Daniel Mendelsohn, The Lost. A Search for Six of Six Million, New York — London — Toronto — Sydney: Harper Perennial, 2007] | // Голокост і сучасність. — № 1 (7). — Київ, 2010. — С. 199—206.
- Дискусія про барську шляхту в львівській історичній періодиці 1890-х років в контексті історіософії М. Грушевського та польсько-українських стосунків // Матеріали XIII Подільської історико-краєзнавчої конференції (18-19 листопада 2010 р.). 80-річчю від дня народження І. С. Винокура присвячується. — Кам'янець-Подільський, 2010. — С.55-61.
- The Jagiellonian Idea and Ukrainian Historiography // Історична наука, історична пам'ять і національна свідомість модерної доби в Україні, Білорусі та Польщі. — Черкаси, 2011. — С.41-46.
- Дискурс колонізації в українській історіографії у світлі теорії фронтиру // Історія — ментальність — ідентичність. Т. IV: Історична пам'ять українців і поляків у період формування національної свідомості в XIX — першій половині ХХ століття. — Львів, 2011. — С. 151—164.
- Фредерик Джексон Тернер і концепція фронтиру // Регіональна історія України. — Вип. 5. Київ, 2011. — С. 77-100.
- «Інтерес до міської історії відродився напередодні ювілею 1956 р.». Розмова з Ярославом Ісаєвичем [Передрук з: І.Чорновол. 100 видатних львів'ян. Львів, 2009] // «Я на сповіді сказав би». Інтерв'ю Юрія Зайцева з Ярославом Ісаєвичем. Документи. — Львів, 2011. — C. 164—169.
- Блукаючі метрополії. Історіографія Канади у світлі тези про фронтир // Регіональна історія України. — Вип. 6. — К.: Інститут історії України НАН України, 2012. — С. 115—124.
- Рецензія: Віктор Брехуненко. Козаки на Степовому Кордоні Європи. Типологія козацьких спільнот XVI — першої половини XVI ст. Київ: Інститут археографії та джерелознавства ім. М. С. Грушевського, 2011. 504 с. // Ab imperio. — Казань, 2012. — № 4. — С. 450—456.
- Фронтири Стародавнього Риму // Дрогобицький краєзнавчий збірник. — Вип. XVI. Дрогобич, 2012. — С. 18—31.
- Імперія нафти. [Рецензія: Alison Fleig Frank. Oil Empire. Visions of Prosperity in Austrian Galicia. London & Cambridge, Massachusetts: Harvard University Press, 2005. 343 p.] // Дрогобицький краєзнавчий збірник. — Вип. XVI. — Дрогобич, 2012. — С. 607—611.
- Відповідники поняття frontier у інших мовах // Historia — Mentalność — Tożsamość. Rosja i Europa Zachodnia w polskiej i ukraińskiej historiografii XIX i XX wieku. Pod red. Eugeniusza Koko, Magdaleny Nowak i Leonida Zaszkilniaka. — Gdańsk: Wydawnictwo Uniwersytetu Gdańskiego, 2013. — S. 125—140.
- Дискурс колонізації, теорія фронтиру та історіографія України // Україна: культурна спадщина, національна свідомість, державність. — Вип. 23. — Львів, 2013. — С. 260—282.
- Посли до Галицького сейму від Бродівського повіту (1861—1914, IV курія) // Брідщина — край на межі Галичини й Волині. — Вип. 6. — Броди: «Просвіта», 2013. — С. 138—141.
- Теза Веба, Вільям Гарді Макніл і Степовий фронтир Європи // Новітня доба. — № 1. — Львів, 2013. — С. 137—148.
- Ягайлонська ідея та українська історіографія [Текст лекції на науковому семінарі Інституту українських студій Гарвардського університету 3 березня 2008 р., електронний ресурс: «Zbruč», 20 березня 2013]. — Режим доступу: http://zbruc.eu/node/3921, 0,5 арк.
- Галицькі війни за історію. Олександр Барвінський і «Руська історична бібліотека» // «Zbruč», 10 квітня 2013].
- Іван Паславський про заснування Львова [Рецензія: Іван Паславський. Хто і коли заснував місто Львів? Вірогідні й невірогідні дати заснування столиці Галичини. Львів: «Українські технології», 2010. 35+1 ст.] // Краєзнавство. — Київ, 2013. — № 2. — C. 227—229.
- Галичани на Донбасі: еволюція ідентичностей [Розмова з Дмитром Білим, доктором іст. наук, електронний ресурс: Сайт «Zbruč», 18 квітня 2013; «Історична правда», 29 квітня 2013]. — Режим доступу: http://zbruc.eu/node/5911, http://www.istpravda.com.ua/articles/2013/04/29/122360/.
- Bohdan Barwinski // Złota księga historiografii lwowskiej XIX i XX wieku. — T.II. — Pod red. J.Maternickiego, P. Sierżęgi, L. Zaszkilniaka. — Rzeszów, 2014. — S. 301—312.
- Фронтир — ідентичність — націоналізм // Дрогобицький краєзнавчий збірник. — Вип. 17-18. — Дрогобич, 2014. — С. 197—208. [Електронний ресурс]. — Режим доступу: https://www.academia.edu/11178583/Фронтир_-_ідентичність_-_націоналізм
- Про концепцію Центру регіональної історії Галичини [Електронний ресурс: «Збруч», 9 квітня 2014]. — Режим доступу: http://www.zbruc.eu/node/20913
- Донбас як новий фронтир